# Karwendel-Bergbahn
Die Karwendel-Bergbahn ist eine Luftseilbahn im Karwendelgebirge in Tirol, die vom Süden des Dorfes Pertisau auf den Zwölferkopf führt. 

## Technische Daten

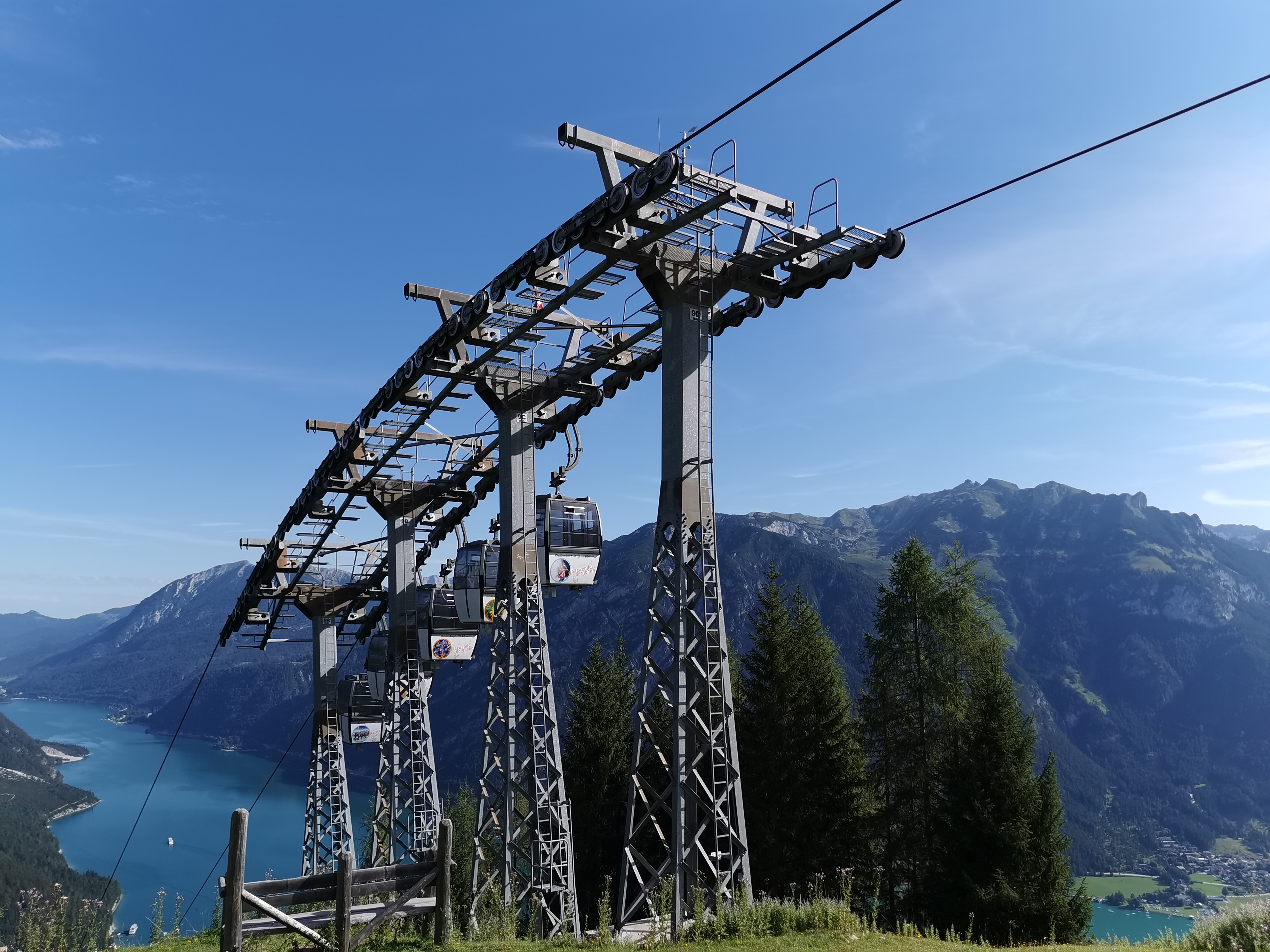
4er Tragmast

Die 1989 erbaute Gruppenumlaufbahn mit neun Stützen hat fünf gruppierte Gondeln für je 16 Personen. Die Talstation der Bahn befindet sich auf einer Höhe von 963 m ü. A., die Bergstation auf 1491 m ü. A. Die Strecke hat eine horizontale Länge von 1199 Metern, eine schräge Länge von 1222 Metern und überwindet einen Höhenunterschied von 528 Metern bei einer mittleren Neigung von 49,6 % und einer maximalen Neigung von 66,0 %. Mit einer Geschwindigkeit von 5,0 m/s ergibt sich eine maximale Förderleistung von 872 Personen pro Stunde und eine Transportkapazität von 460 Personenhöhenkilometern pro Stunde.
Die Antriebsleistung der Bahn beträgt 983 kW. Betreiber ist die Karwendel Bergbahn Achensee Berglift GmbH.